# Achias khooi
Achias khooi är en tvåvingeart som beskrevs av Mcalpine 1994. Achias khooi ingår i släktet Achias och familjen bredmunsflugor. Inga underarter finns listade i Catalogue of Life.